# شام (فیلم ۲۰۱۴)
«شام» ( بچه‌های ما) (ایتالیایی: I nostri ragazzi) یک فیلم درام محصول کشور ایتالیا و با کارگردانی ایوانو دی‌متئو است که در سال ۲۰۱۴ منتشر شد.

## بازیگران
- لوییجی لو کاشو
- جیووانا متزوجیورنو
- آلساندرو گازمن
- باربورا بوبولوا
- روزابل لورنتی سلرز
- لیدیا ویتاله
- ایوانو د ماتئو